# Chiesa di San Bartolomeo (Arezzo)
La chiesa di San Bartolomeo è uno fra gli edifici sacri più antichi di Arezzo.
Sulla data di realizzazione della chiesa, oggi sconsacrata, non c'è un giudizio concorde fra gli storici dell'arte secondo alcuni l'edificio sacro sarebbe sorto in epoca paleocristiana, mentre secondo altri sarebbe stato realizzato in età altomedievale. L'edificio è documentato per la prima volta nel 1150. Internamente sono attribuiti ad Andrea di Nerio gli affreschi con Storie di san Tommaso Didimo delle pareti.